# Léonide Moguy
Léonide Moguy, nome d'arte di Leonid Mohylevs'kyj (San Pietroburgo, 14 luglio 1900 – Parigi, 24 aprile 1976), è stato un regista e sceneggiatore francese di origine russa, padre dell'attrice Katia Moguy.

## Biografia
Nacque a San Pietroburgo da una famiglia di origine francese, si laureò in legge e economia politica nonché in psicologia sperimentale e psicanalitica. Esordì come critico cinematografico, entrò quindi nel Consiglio del cinema ucraino e dal 1923 organizzò a Mosca un laboratorio sperimentale del cinema, basato sui principi psicologici di Binet e Washburn. Diventò assistente di Joseph Ermolieff e di Dmitrij Charitonov.
A Kiev diresse i servizi di attualità di film documentari e scientifici, partecipò alla creazione della prima cinemateca russa. Realizzò un certo numero di documentari, tra cui La vita di Tolstoij. Nel 1927 assunse la direzione del Laboratorio Sperimentale della ARK per il quale lavoravano i più grandi registi dell'epoca. Nel 1928 raggiunse la sua famiglia a Parigi e lavorò all'adattamento di film sovietici per il pubblico francese. Nel 1929 venne assunto dalla Paramount, diventò uno dei migliori montatori del cinema, e sarà chiamato "il chirurgo del cinema francese".
Nel 1932 diventò capo montatore agli studi Pathé di Joinville le Pont, lavorando su diversi film. Nel 1934, dopo essere stato supervisore e collaboratore artistico, passò alla regia grazie all'aiuto dei produttori André Daven e Ayres d'Agyar. Nel 1942 realizzò Paris After Dark, primo film sulla propaganda francese e la resistenza, che riceverà le congratulazioni del generale Charles de Gaulle e di tutti i comitati per la liberazione. A Hollywood realizzò diversi film ma dopo la fine della guerra, nel 1948, decise di rientrare a Parigi.
Nel 1949, con la Cineriz di Angelo Rizzoli, diresse alcune pellicole tra cui Domani è troppo tardi, con una giovanissima Anna Maria Pierangeli. Nel 1953 tornò in Francia. Curò il montaggio del film di Sergej Bondarchuk Guerra e pace per la distribuzione in Europa. Nel 1976 realizzò il suo ultimo film per l'ONU, un documentario contro gli armamenti atomici e le bombe intelligenti. Morì a Parigi nello stesso anno.
La sua concezione del cinema prevedeva che dovesse aiutare gli uomini ad amare la vita e comprenderne il suo senso più elevato. Fu scrittore, regista e produttore. Fu inoltre uno dei precursori delle coproduzioni franco-italiane, nonché degli accordi tra Francia e Cina e Francia e Russia. Insieme a Marc Spiegel rese possibile un accordo sempre in campo cinematografico tra gli Stati Uniti e la Cina. La sua straordinaria attività lo portò a ricevere oltre 23 premi internazionali: fu nominato Cavaliere del Lavoro e Chevalier de la Legion d'Honneur.
Moguy fece parte delle 180 personalità che lanciarono nel 1961 un grido d'allarme all'umanità contro la corsa agli armamenti nucleari. Impressionato dai suoi incontri con Albert Einstein e Robert Oppenheimer, realizzò il primo film mondialista "Les hommes veulent vivre" per la scienza al servizio dell'uomo e non per la sua distruzione. Fu l'unico film francese all'epoca ad essere comprato dal Governo Cinese.

## Filmografia

### Regista
- Redenzione (1935)
- Raggio di sole (1936)
- Prigione senza sbarre (1937)
- Conflitto (1939)
- Smarrimento (1939)
- L'empreinte du Dieu (1941)
- Nelle sabbie mobili (1941)
- La spia di Damasco (Action in Arabia) (1944)
- Sangue all'alba (1946)
- Il segno di Allah (1948)
- Domani è troppo tardi (1950)
- Domani è un altro giorno (1951)
- Cento piccole mamme (1952) supervisione alla regia di Giulio Morelli
- I figli dell'amore (1954)
- Lungo il marciapiede (1956)
- Gli uomini vogliono vivere (1961)